# Тополя (Куявсько-Поморське воєводство)
Тополя (пол. Topola) — село в Польщі, у гміні Роєво Іновроцлавського повіту Куявсько-Поморського воєводства.
Населення — 268 осіб (2011).
У 1975-1998 роках село належало до Бидгощського воєводства.

## Демографія
Демографічна структура станом на 31 березня 2011 року:
|          | Загалом | Допрацездатний вік | Працездатний вік | Постпрацездатний вік |
| -------- | ------- | ------------------ | ---------------- | -------------------- |
| Чоловіки | 126     | 29                 | 84               | 13                   |
| Жінки    | 142     | 39                 | 74               | 29                   |
| Разом    | 268     | 68                 | 158              | 42                   |